# Pilodeudorix camerona
Pilodeudorix camerona är en fjärilsart som beskrevs av Carl Plötz 1880. Pilodeudorix camerona ingår i släktet Pilodeudorix och familjen juvelvingar. Inga underarter finns listade i Catalogue of Life.